# .358 Winchester
El .358 Winchester es un cartucho de fuego central para rifle, calibre .35 basado en un el .308 Winchester a cuyo casquillo se le modifica el cuello para aceptar un proyectil de ese calibre. Fue desarrollado por Winchester en 1955 y también se conoce en Europa como 9,1x51 mm. 

## Historia
Fue desarrollado 30 años después que el .35 Whelen, el cual se desarrolla a partir del casquillo del .30-06 Springfield . La relación de rendimiento entre el .358 Win y el .35 Whelen es similar a la que existe entre el .308 Win y el .30-06.

## Performance y disponibilidad
El Winchester Super-X Silvertip es bala spitzer de punta blanda que genera una velocidad de salida de 2490 pies/s (759 m/s), y una energía de boca anunciada de 2,753 libras/pie . 
Los casquillos se pueden formar a partir de casquillos de .308 Winchester. 